# Antoni Cumella i Serret
Antoni Cumella i Serret (Granollers, 31 d'agost de 1913 – 25 de gener de 1985) fou un ceramista d'anomenada mundial, pare del també ceramista Toni Cumella. Va rebre la Creu de Sant Jordi de la Generalitat de Catalunya el 1981, en la seva primera edició, i el 1982 va rebre la medalla d'or del FAD Foment de les Arts i el Disseny. El 1982 fou nomenat fill predilecte de Granollers. El 1984 realitzà la Medalla del Parlament de Catalunya.

## Biografia
Va aprendre l'ofici de terrisser amb el seu germà i gran col·laborador Joaquim, a l'obrador familiar. Més endavant, estudià ceràmica a l'Escola del Treball de Barcelona on coneix l'obra de Gaudí de la mà de Josep Maria Jujol i Josep Lluís Sert.
El 1935 coneix el ceramista Josep Llorens i Artigas, padrí del seu casament el 1942 amb Agnès Vendrell (Barcelona, 1917) amb qui va tenir dos fills, Mireia i Toni, també ceramista. Un any després, el 1936, va fer la seva primera exposició individual a Barcelona i obté una beca de la Generalitat per estudiar a París, però l'esclat de la Guerra Civil espanyola el fa tornar amb la família. Cumella va participar com a sanitari en el front d'Aragó i a València i va acabar la guerra en el camp de concentració de Porta Coeli (València). Allà hi estudià llatí, alemany i matemàtiques. Finalitzada la guerra, el 1940 surt en llibertat vigilada i sense drets civils. No li retornarien el passaport fins 12 anys després.
Als anys 1950 fa diverses exposicions a Madrid, on coneix molts intel·lectuals crítics amb el règim franquista, com Pedro Laín Entralgo i José Luis Aranguren. Aquells anys col·labora activament amb el Grup R, format pels arquitectes Martorell, Bohigas, Moragas, Pratmarsó, Subias i Sostres. El 1956 fa el primer viatge a Alemanya, on fa moltes exposicions i treballs murals i estableix molts contactes, que li valen, fins i tot, dues ofertes per fer de professor.

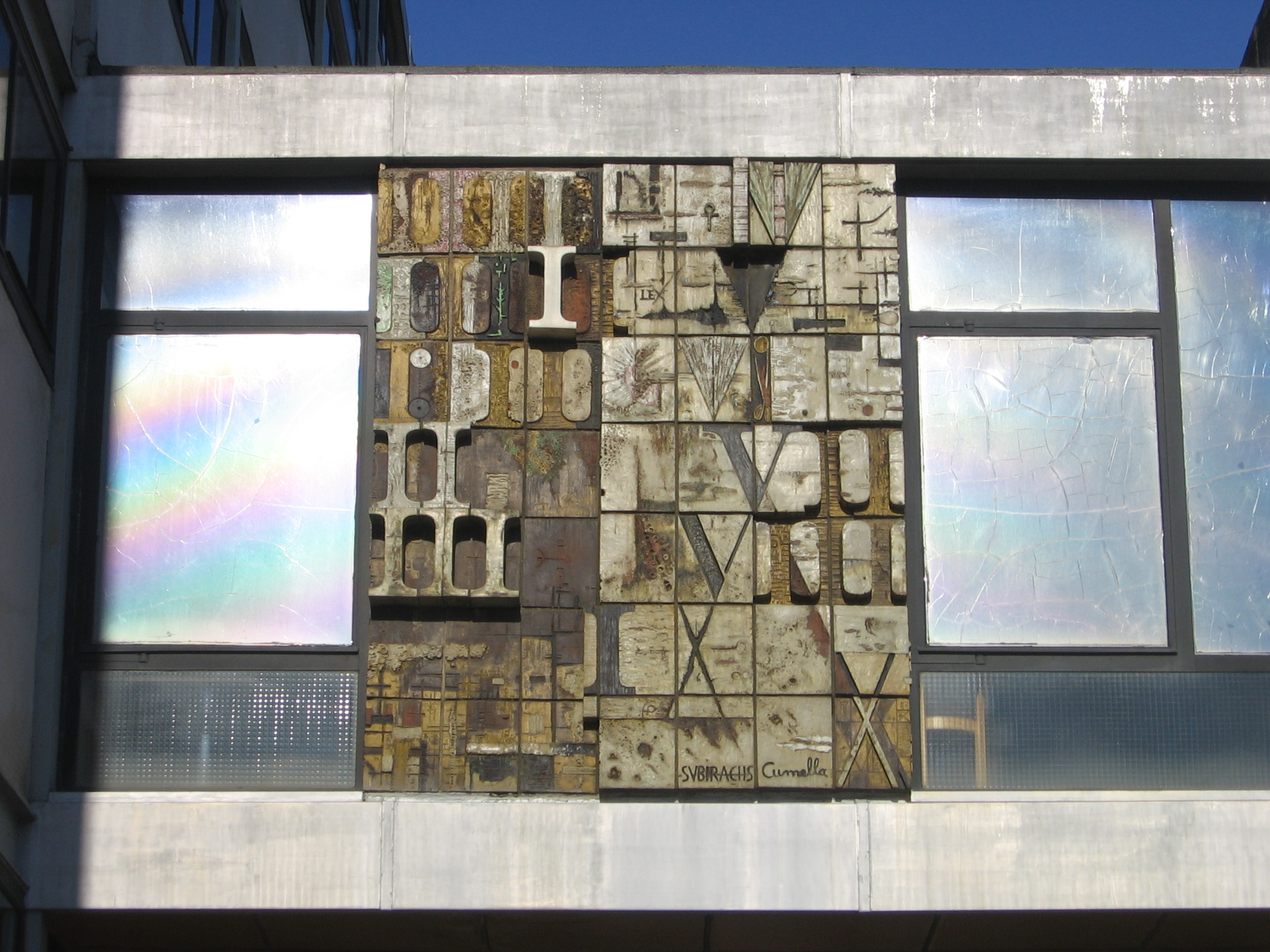
Les Taules de la Llei, obra de Subirachs i Cumella a la facultat de dret de la UB

L'any 1959 realitza conjuntament amb l'escultor Josep Maria Subirachs el mural Les Taules de la Llei per a la façana de la Facultat de Dret de la Universitat de Barcelona, alhora que presideix el Saló de maig de Barcelona.
El 1958 va participar, amb Alexandre Cirici, en la constitució del primer museu d'art contemporani de Barcelona i el 1959, novament amb Cirici i amb Romà Vallès, va fundar l'Escola d'Art del FAD de Barcelona. Durant els anys 1960 fa murals com ara Homenatge a Gaudí, pel pavelló espanyol de la Fira Mundial de Nova York de 1963 i el de l'edifici Sandoz de Barcelona (1972). Entre altres obres per encàrrec fa el tap d'una ampolla d'Osborne dissenyada per Salvador Dalí (1964).
El 1971 fa les primeres litografies i dibuixos i el 1984 realitza la medalla del Parlament de Catalunya.

## Obra i estil
Antoni Cumella va dur a terme una profunda renovació del llenguatge volumètric de la ceràmica. Si bé al començament de la seva trajectòria artística es va centrar en la ceràmica objectual, camp on va incorporar la nova recerca informalista, el 1953 va fer les primeres plaques de ceràmica esmaltades, que van evolucionar cap a les escultures i els murals escultòrics. La seva experimentació constant en formes, textures, tons i matisos el va portar cap al terreny pictòric i al llenguatge arquitectònic.
Seguint la línia de renovació del llenguatge de la ceràmica de Llorens Artigas, la ceràmica deixa de ser un objecte d'ús decoratiu per entrar de ple en l'àmbit de l'escultura. Cumella mai la va entendre com un art aplicat, sinó com una indagació de la matèria i les formes en l'espai.
El material de treball preferit de l'artista, per la seva ductilitat, va ser el gres esmaltat, en què va introduir tècniques orientals de cocció a alta temperatura (com ja havia fet Llorens Artigas) per aconseguir una qualitat que li permetés desprendre's de qualsevol element decoratiu i centrar-se en el que li interessava: l'exploració de la dimensió espacial i les qualitats pictòriques de la matèria.
L'obra de Cumella conté una gran varietat de formes: ovoides, esferes, campanes, cilindres i cons, amb gruixos i amplades diferents, que juguen especialment amb la rotació, però que alhora contenen una gran riquesa de tons i matisos de color. Cumella opta pels monocroms amb profusió de matisos, gradacions i granulats. Amb una concepció arquitectònica de la ceràmica, l'artista va aplicar una mirada contemporània al volum del gres esmaltat i el va situar en l'àmbit de l'objecte artístic.

## Exposicions
El 1955 va dur a terme la seva primera gran exposició al Museo de Arte Contemporáneo de Madrid. La primera exposició que va fer a Alemanya —juntament amb Joan Miró—, va ser el 1956 a l'Städtischen Kunstsammlungen de Bonn. Des del 1962 va exposar a ciutats d'Alemanya i Suïssa principalment, però també a París, Washington DC, Bilbao i Madrid. Les seves obres es troben en nombrosos museus i els seus murals, a edificis diversos: a la facultat de Dret de la Universitat de Barcelona (en col·laboració amb Josep Maria Subirachs el 1959), al pavelló de l'Estat espanyol a la Fira Mundial de Nova York (1962 – 1964) i a l'empresa Sandoz, a Barcelona (1972). El 2005 el Museu de Granollers li va dedicar una retrospectiva.
Actualment el Museu d'Art Contemporani de Barcelona (MACBA) exposa una sèrie de 16 obres d'art de Cumella.

## Premis i reconeixements
- 1980[4] - Premi Nacional d'Arts Plàstiques d'Espanya
- 1981- Creu de Sant Jordi
- 1982- Medalla d'or del FAD